# Rotación irracional
En teoría matemática de los sistemas dinámicos, una rotación irracional es una función matemática.
{\displaystyle T_{\theta }:[0,1]\rightarrow [0,1],\quad T_{\theta }(x)\triangleq x+\theta \mod 1}
donde θ es un número irracional. En virtud de la identificación de una circunferencia con R/Z o el intervalo [0, 1] con los puntos de los límites relacionados directamente entre sí, esta función se convierte básicamente en una rotación de una circunferencia en una proporción θ de una revolución completa, es decir, un ángulo de 2πθ radianes. Siendo θ irracional, la rotación tiene orden infinito en el grupo circular, mientras que la función Tθ no tiene órbitas periódicas.
Alternativamente, se puede usar la notación multiplicativa para una rotación irracional introduciendo la siguiente función: 
{\displaystyle T_{\theta }:S^{1}\to S^{1},\quad \quad \quad T_{\theta }(x)=xe^{2\pi i\theta }}
La relación entre las notaciones aditivas y multiplicativas es el isomorfismo:
{\displaystyle \phi :([0,1],+)\to (S^{1},\cdot )\quad \phi (x)=xe^{2\pi i\theta }}.
Con esto se demuestra que φ es una isometría.